# Баженовский
Баже́новский — упразднённый хутор в Прохладненском районе республики Кабардино-Балкария.

## География
Хутор Баженовский располагался в юго-западной части Прохладненского района, на левом берегу канализированной реки Новая Нахаловка. Находился в 6 км к востоку от сельского центра Первомайское, в 28 км к юго-западу от районного центра — Прохладный и в 42 км к северо-востоку от города Нальчик.
Граничил с землями населёнными пунктов: Гедуко на юге, Ново-Осетинский на западе, Александровский и Петропавловский на севере.
Населённый пункт располагался на наклонной Кабардинской равнине, в равнинной зоне республики. Рельеф местности на территории заброшенного хутора в основном представляет собой предгорные наклонные равнины с бугристыми возвышенностями. К северу от хутора возвышался платообразный курган. Средние высоты составляют 275 метра над уровнем моря.
Гидрографическая сеть местности представлена в основном канализированной речкой Новая Нахаловка. Местность богата родниковыми источниками и подземными водными ресурсами.

## История
В 1902 году у кабардинского князя Наурузова взял в аренду участок земли предприниматель Баженов, который вскоре переселился на арендованный им участок со своей семьёй. Со временем в имении Баженова начали селиться также крестьяне-переселенцы из центральных губерний Российской империи, арендовавшие землю у предпринимателя Баженова.
Новое поселение быстро разрасталась и поэтому вскоре получил статус хутора и был назван Баженовским.
После Октябрьской революции и установлении советской власти в Кабарде, хутор был включён в Первомайский сельсовет Прималкинского округа.
Хутор был упразднён в 1959 году, при включении Прималкинского района в состав Прохладненского района.

## Население
По данным Всесоюзной переписи 1926 года в хуторе проживало 154 человек. Основное население населённого пункта составляли русские и украинцы.

## Современное состояние
На сегодняшний день территория на которой некогда располагался хутор Баженовский входит в состав сельского поселения Благовещенка.
В местности где был расположен хутор не сохранились прежние строения, так как они в основном были разобраны прежними жителями. Лишь сохранившиеся тропы прежних улиц указывают, что здесь в прошлом было селение.